# Ізенбек Федір Артурович
Федір Артурович Ізенбек (рос. Фёдор Артурович Изенбек; нар. 3 вересня 1890, Санкт-Петербург, Російська імперія — пом. 10 серпня 1941, Брюссель, Бельгія). — живописець, графік, полковник російської армії та першовідкривач Велесової книги. Відомий також як Алі Ізенбек.

## Біографія
Федір Артурович Ізенбек народився 3 вересня 1890 року в місті Санкт-Петербург. Біографічна легенда пов'язувала його прізвище з тюркським титулом «бек», хоча насправді він був німецького походження. В юні роки не міг визначитись між кар'єрою художника та військового. Навчався в Санкт-Петербурзькому морському кадетському корпусі, паралельно він брав уроки в Академії мистецтв. В 1908 році він відправився до Парижа, де вчився у Школі мистецтв, працював в майстерні художника Анрі Мартена. За роки навчання Алі Ізенбек відвідуав більшість музеїв Європи, здійснив художні турне та навчальні мандрівки, де він ознайомився з технікою поважних майстрів.

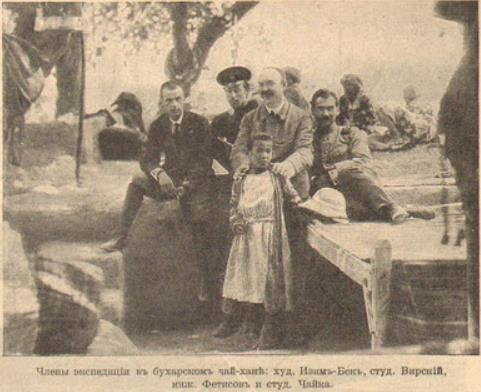
Світлина з дореволюційного журналу «Огонек» 1912 р. Ф. А. Ізенбек в складі членів археологічної експедиції. (з ліва на право: худ. Ізенбек, студ. Вірський, проф. Фетисов, студ. Чайка) р.

З 1911 по 1913 рік, на запрошення уряду Російської імперії, взяв участь в науковій археологічній експедиції для дослідження невідомої частини Туркестану, Бухарського ханства, Хівинського ханства та північної частини Персії, як художник-замальовник. З експедиції він привіз серію художніх замальовок-документів високої етнографічної цінності, які були придбані музеями Санкт-Петербургу.
З початком Першої світової війни він пішов на фронт. На початку війни він прапорщик на Південно-Західному (з грудня 1916 року Румунському) фронті. Там він командує артилерійською батареєю. 18 вересня 1915 року Ф. А. Ізенбека нагородили орденом Св. Георгія 4 ст. З фронту прапорщик Ізенбек відзивається в штаб туркестанських підрозділів, які розташовувалися в Ташкенті, де успішно служить до жовтня 1917 р. і отримує нові військові нагороди — Георгіївську зброю і орден Св. Володимира 4 ст. та звання штабс-капітана. Після жовтневого перевороту 1917 р. Ізенбек приєднується до лав Добровольчої армії генерала Врангеля. У 1918 р. за проявлену мужність і героїзм в Першому Кубанському поході добровольчої армії Ф. А. Ізенбеку було надано звання капітана, він був відзначений найшанованішою нагородою Білогвардійського руху Знаком 1-го Кубанського походу 1 ст. У 1919 році він командує Марковським артдивізіоном Першого армійського корпусу генерала Денікіна у чині полковника. У грудні 1919 року його частина відступала через село Великий Бурлук на Харківщині. У варварські розгромленій бібліотеці садиби Донець-Захаржевських-Задонських полковник Ізенбек знайшов шкіряні мішки і, заглянувши до них, побачив дерев'яні дощечки з невідомою йому писемністю. Знахідка отримала назву «Дощечки Ізенбека» або «Велесова Книга». Це був літературний фальсифікат, створений в XIX або більш імовірно XX столітті. Після розпаду СРСР з'являються незалежні наукові праці, які підтверджують автентичність «Велесової Книги». Крім «Дощечок» в розореній бібліотеці Донець-Захаржевських Ф. А. Ізенбек знайшов раритетні давні рукописи. За свідченнями підлеглих по службі, Ф. А. Ізенбек наказав своєму денщику Ігнатію Кошелєву зберігати власну бібліотеку в зачиненому ящику. Про цей наказ полковника та ящик з книгами близькі до Ізенбека білогвардійці добре знали. Про це згадує І. Є. Лисенко в листі П. Т. Філіпьєву від 16 травня 1964 р.

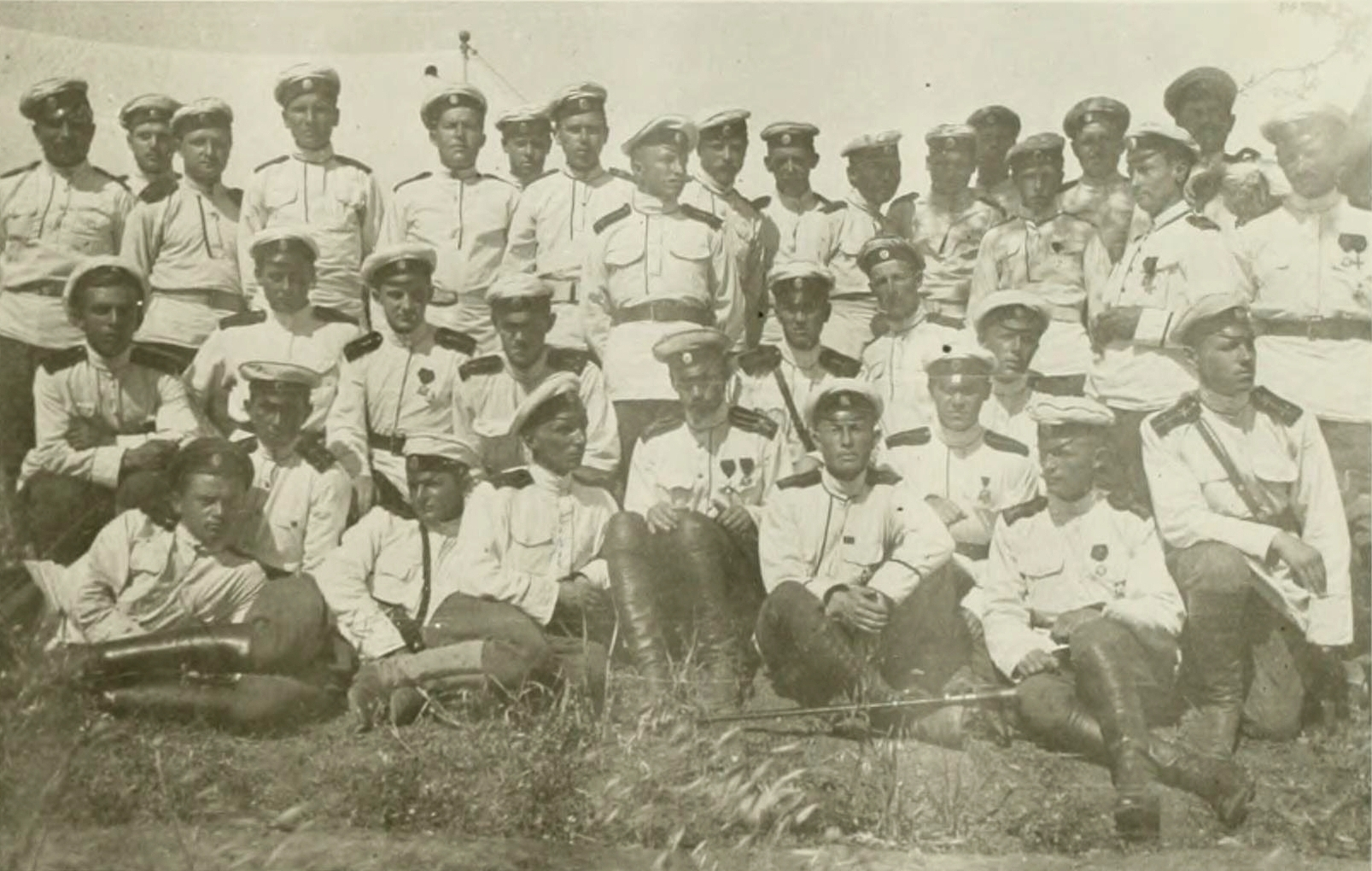
4-та батарея Марківського артдивізіону (Галліполі, Туреччина)

Під час наступу червоних на Перекоп полковник Ізенбек захищав Арабатську Стрілку, що розділяла Сиваш і Азовське море. Після прориву фронту Добровольчої армії, відступав з артвогнем до Феодосії, де почалось еміграційне життя. Туреччина, Болгарське царство, Королівство Сербів, Хорватів і Словенців, Французька республіка і — з 1924 року — Бельгія. Лише в Бельгії Алі Ізенбек отримав змогу займатися виключно мистецтвом.
10 серпня 1941 роцу Ізенбек помер в Брюсселі в окупованій німцями Бельгії. Похований Ізенбек в Юкклі (передмістя Брюсселя) на кладовищі Дивех. Після смерті орендодавець, який здавав ательє Ізенбеку, відповідно до існуючого порядку сповістив в місцеву поліцію про смерть орендатора. На ранок наступного дня поріг переступили не поліцейські, як зазвичай в такому випадку, а німці в формі СС. Був оголошений заповіт покійного художника, все майно мало перейти Ю. П. Миролюбову. Зберігся заповіт за підписом Ізенбека 1941 р. де згадувались «Дощечки». В листі П. Т. Філіпєву з Парижа 18 липня 1966 р. полковник Ф. Г. Щавинський писав «Все майно покійного, включаючи картини, він гарно малював, все успадкував, як кажуть, якийсь Юрій Миролюбов».
Розгляд справи з присудженням майна Ю. П. Миролюбову тягнувся близько трьох років. Питання вирішилося позитивно на користь Ю. П. Миролюбова в червні 1944 р. Свідки цієї справи зазначали, що до справи А. Ізенбека був причетний співробітник оперативного штабу «СС-Аненербе» с Ратиборі (Ратцебургу) П. Пфайфер.

## Творчість
Написані Алі Ізенбеком полотна (близько 400) майже всі несуть в собі якщо не східний орнамент, то фарби, поезію Заходу. Багато картин Ізенбека присвячені Фландрії, Юкклю та Брюсселю, в його найбільш мальовничих куточках.
Інша частина картин присвячена природі Сходу, є графічними роботами філософського змісту, гравюрами тушшю, в два кольори, і акварелями.

### Графіка
У творчості художника графіка посідає чільне місце, і за увагою художника до техніки, і за кількістю робіт, і за продуманістю композиції. Можна з упевненістю сказати, що Алі Ізенбек — графік. Сам автор графічну частину творчості підрозділяв на серії «Самарканд», «Видіння Сходу», «Видіння війни» та «Місто безумців».
Графічні аркуші виконані в техніці туш-перо-пензель і сприймаються як естампи, відтиснуті з мідних гравірованих дощок, або як ксилографія.

Графіка «Місто безумців»,«Промислова інквізиція». Алі Ізенбек.

### Кольорова графіка
До творів кольорової графіки Ізенбека входять різнотипні роботи, написані гуашшю, аквареллю із застосуванням білил, олівця, пастелі: портрети, пейзажі, жанрові сценки, ілюстрації. Пейзажі східної тематики виконані під враженням від фольклору та мистецтва Туркестану, Бухари, північної частини Персії, де перебував Алі Ізенбек у складі археологічних експедицій.

### Живопис

Одна з останніх робіт митця «Подорожні», 1940 р.

Живопис Ізенбека представлений пейзажними роботами (зарисовки куточків Бельгії і зокрема Брюсселя), ряд робіт написаних у східних мотивах, натюрморти та портрети.

### Рисунок
Це невелика за кількістю добірка робіт (18 аркушів), мальованих олівцем. Ця серія має назву «Видіння у шинку». Майже на кожному аркуші головною дійовою особою є сам художник-автор у чорному сюртуці та капелюсі.

## В еміграції
В 1924 році Федір Ізенбек осів в спокійній Бельгії, перед цим перебував у Туреччині, Болгарії, Сербії, Франції. Тепер Ізенбек займається виключно мистецтвом. Його запрошують працювати на фабрику килимів «Le Tapis», де створив близько 15000 малюнків самих різних килимів, як перських, так і інших східних країн. Надавав уроки мистецтва.
У 1925 році Ізенбек познайомився з Юрієм Петровичем Миролюбовим — білоемігрантом з України, істориком, письменником. На вулиці Бєєм в Юкле, в ательє Ізенбека, за чашкою чаю Юрій Петрович, розмовляючи з господарем, зізнався, що він хотів би написати поему про Святослава Хороброго, але у нього не вистачає матеріалів. Ізенбек знайомить його із знахідкою з бібліотеки садиби Донець-Захаржевських-Задонських (дерев'яні дощечки з старослов'янською писемністю), яку ретельно зберігав весь цей час.

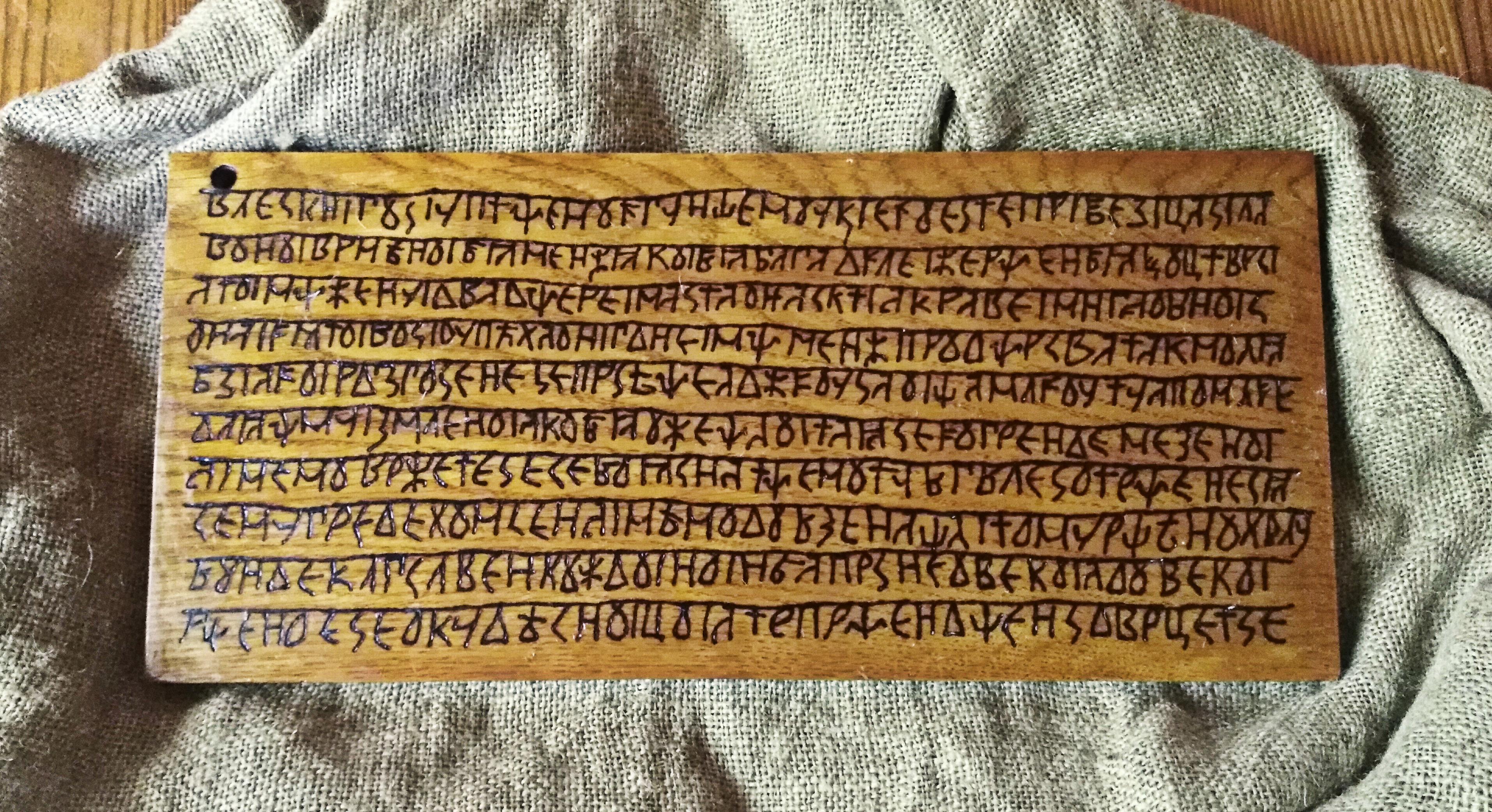
Реконструкція дощечки № 16 Велесової Книги з архівного фонду РО «Релігія Природи»

Портрет Ю. Миролюбова Федір (Алі) Ізенбек 1939 р.

З архіву Юрія Миролюбова:
|  | … В мешке я нашел «дощьки», связанные ремнём, пропущенным в отверстие, посмотрев на них, я онемел. |

1925 р. по 1939 року, протягом 14 років, Ю. П. Миролюбов займався переписуванням та розшифровкою тексту з дощечок виключно в майстерні Ізенбека, в присутності господаря, або, залишаючись в його майстерні замкненим на ключ. Ізенбек не довіряв нікому раритет своєї далекої Батьківщини, навіть відхилив пропозицію Брюссельського університету дешифрувати пам'ятку.
На початку Другої світової війни Алі Ізенбек важко захворів і помер у своїй квартирі 10 серпня 1941 року. Все майно заповів своєму другові Миролюбову. Коли історик отримав спадок, дощечок вже не було, з ними зникли близько 50 картин. Як припускав Миролюбов та деякі науковці, вони були викрадені спецслужбою СС «Аненербе» (Німецьке товариство з вивчення давньої германської історії та спадщини предків), куди входили ідеологізовані культурологи Третього Рейху. В 1948 р. коли в Європі вляглися післявоєнні лихоліття, Ю. П. Миролюбов пише статтю «Русские Архивы в Европе», в якій жалкував про пропажу ціннішої бібліотеки покійного А. Ізенбека. Щоб привернути увагу до цієї проблеми Ю. Миролюбов влаштовує виставку картин покійного в післявоєнній Бельгії.

## Виставки
З анкети архіву російського мистецтва за кордоном:

В 1936 р. брав участь у виставці «Художники Східної Європи» (Брюссель). Загалом за 17 років перебування в Бельгії Ізенбек виставлявся близько 30 разів.

В 1960 р. в Сан-Франциско було організовано велику виставку російських художників, один із залів був відведений полотнам Федора (Алі) Ізенбека. Колекцію його картин надав редактор-видавець художнього журналу «Жар-Птиця» Юрій Петрович Миролюбов.

В 2003 р. в Київському будинку вчених відбулася презентація картин Ізенбека, які були передані в Україну вдовою Юрія Миролюбова, фрау Жанною Миролюбовою.

В 2006 р. в Києві в Українському домі відбулась виставка творчості художника Федора (Алі) Ізенбека, були виставлені графічні роботи, живопис, кольорова графіка.

В 2009 р. у виставковому залі Музею гетьманства (м. Київ) було виставлено 30 полотен художника та деякі публікації Юрія Миролюбова.

В 2011 р. відбулась виставка картин у залі Національного Банку України.

## Власники картин
Серед покупців картин відомого художника є представники монарших кіл королівства. Його картини прикрасили покої Єлизавети Баварської, 3-ї королеви-консорта Угорщини.
Одна з картин «Дервіші 1929р», була подарована художником і прихильно прийнята бельгійською Королевою Єлизаветою Габрієлою, з нагоди шлюбу Принцеси Марі-Жозе на принці Італії Умберту. Зберігся лист Служби королеви від 17 січня 1930 р., щодо подяки за цей люб'язний знак уваги.

Одно з полотен було придбане для міського Музею в Юкклі. Цілий ряд картин було придбано місцевим великим промисловцем Mr. Sanders, фабрикантом (прізвище не збереглось) фармацевтичних продуктів (15 полотен), близько 12 полотен було придбано фабрикантом Борнштейном. 30 картин знаходяться в Бельгії в приватних руках. Багато картин художник просто дарував своїм прихильникам.

153 картини знаходяться в Україні в приватній власності.

50 картин були викрадені після смерті Алі Ізенбека 10 серпня 1941 року.

## Військові нагороди

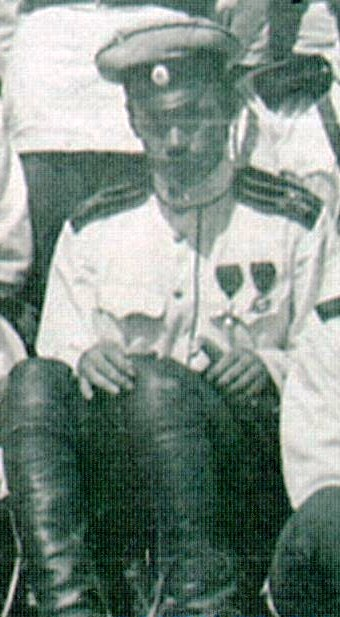
Ф. А. Ізенбек з нагородами. Галліполі, 1921 р.

- Орден Святого Георгія 4-го ступеня (18 вересня 1915 р.)
- Георгіївська зброя (1917 р.)
- Орден Святого Володимира 4-го ступеня (1917 р.)
- Знак 1-го Кубанського (Льодового) походу 1-го ступеня (1918 р.)

## Цікаве
- Картини зберігались майже 60 років в деревянному ящику. Після приїзду в Україну реставрувалися протягом 2-ох років.
- Із анкети Алі Ізенбека в Слов'янському інституті в Празі:

|  | Картины, написанные мною до войны 1914–1918 г., остались в России. Их судьба мне неизвестна. |

- Ілюструючи титульну обкладинку казки «Про золотого півника», А. Ізенбек використав мотиви і окремі букви з тексту «Дощечок Ізенбека».
- Дослідники «Влесової книги» В. В. Цибулькін та М. М. Сердюченко, які взяли участь у проекті «Експертиза Велесової Книги» (Концептуал. Москва 2015 р.), припускають, що на задньому тлі полотна художника «Натурниця» 1928 р., де зображено ательє та бібліотека митця, намальований деякий дерев'яний предмет, схожий на «дощечку» чи «дощечки».[16] Дослідники припускають що А. Ізенбек міг зобразити власну знахідку — «Влесову Книгу».

## Фільмографія
[Архівовано 13 лютого 2013 у Wayback Machine.] — тайні знаки;

 [Архівовано 3 жовтня 2016 у Wayback Machine.] — таємниця "Велесової Книги;

 -Секретний фронт, 23.09.15р;

  Велесова книга — книга Велеса — дощечки Ізенбека;

  Экспертиза Велесовой Книги. А. Клёсов;

## У літературі
- Федір (Алі) Ізенбек. Живопис, графіка, кольорова графіка, рисунок. Приватна колекція В. Перегінця / Ред. П. И. Гусяча. Киïв: Видавництво «Сталь», 2006. — 207 с.
- Малюнки Федора (Алі) Ізенбека були використані в історико-побутовому романі Рудого В. М. «Чортячий санаторій» — видавництво-друкарня «Діло» 2007. — 456с.
- Цыбулькин В. В. Быль и боль «Влесовой книги». — М.:Самотёка, 2008. — 272 с., вкл. 16 с.
- Цыбулькин В. В., Сивальнёв А. Н., Сердюченко М. Н. «Влесова книга»: Быль и мифы Славянской цивилизации. — К.: ЧП Зеленский В. Л., 2016. — 480 с., ил. ISBN 978-966-97520-5-5